# Українка (Крутівська сільська громада)
Українка (до 2016 року — Червона Україна) — село в Україні, у Крутівській сільській громаді Ніжинського району Чернігівської області.

## Історія
Село засноване не раніше початку 1930-х років.
12 травня 2016 року Постановою Верховної Ради України 
№ 1353-VIII село Червона Україна перейменоване в село Українка.
12 червня 2020 року, відповідно з розпорядженням Кабінету Міністрів України, Хорошеозерська сільська рада об'єднана з Крутівською сільською громадою.
19 липня 2020 року, в результаті адміністративно-територіальної реформи та ліквідації Борзнянського району, село увійшло до складу Ніжинського району.